# Life (manga)
Pour les articles homonymes, voir Life (homonymie).
Life est un manga de Keiko Suenobu, auteure de Vitamine, traitant de l'ijime, véritable problème de la société japonaise. Il a été prépublié entre 2002 et 2009 dans le magazine Bessatsu Friend de l'éditeur Kōdansha et a été compilé en un total de vingt tomes. La version française est publiée en intégralité par Kurokawa. Le manga a reçu le prix du manga de son éditeur Kōdansha en 2006 dans la catégorie shōjo.
Une adaptation en drama de onze épisodes a été diffusée entre juin et septembre 2007 sur Fuji Television.

## Synopsis
Ayumu Shiiba est une collégienne aux résultats moyens. Sa meilleure amie, Shino, est au contraire la meilleure élève de la classe. Cette dernière vise le prestigieux lycée Nishi. Pour ne pas être séparée de son amie, Ayumu décide elle aussi de participer aux examens de Nishi. Elles vont donc toutes deux travailler d'arrache-pied pour atteindre leur but. Cependant, alors que les résultats d'Ayumu augmentent, ceux de Shino baissent inexorablement. Finalement, et contre toute attente, c'est Ayumu et non Shino qui est admise au lycée Nishi. De déception et d'amertume, Shino rend Ayumu responsable de son échec et rompt tout contact avec elle. Ayumu sombre alors dans la dépression et commence à se mutiler.
Après la rentrée des classes, Ayumu rencontre Manami Anzai, fille de bonne famille. Celle-ci semble être la personne qui va sortir l'héroïne de sa détresse. Peu à peu, son vrai caractère se dévoile. La véritable descente aux enfers commence pour Ayumu. Manami et sa bande n'aura alors de cesse de torturer Ayumu. Pourtant, Ayumu retrouve petit à petit l'espoir, la force et le courage d'avancer et de se battre avec l'aide de la magnifique et mystérieuse Miki Hatori.

## Personnages
Ayumu Shiiba (椎葉 歩, Shiiba Ayumu)C’est une jolie fille timide. C'est grâce à son travail et avec l'aide de sa meilleure amie Shino qu'elle réussit à intégrer le lycée Nishi. La séparation avec cette dernière marque d'ailleurs le début de sa descente aux enfers. Automutilation, ijime feront peu à peu partie de son quotidien. Tout d'abord amie avec Manami, elle sera à deux doigts de se faire violer par le petit ami de cette dernière, Katsumi. Des quiproquos lui vaudront alors de se mettre toute la classe, et particulièrement la bande de Manami, à dos. Seule et désemparée, Ayumu recherchera le soutien d'adultes qui ne lui feront plus confiance. Pourtant, la présence d'amis comme Miki Hatori ou Sonoda lui permettra de sortir la tête de l'eau et d'espérer un avenir meilleur.
Miki Hatori (羽鳥 未来, Hatori Miki)Au début de l'histoire, Miki est présentée comme une fille à problèmes ayant de mauvaises fréquentations. Si cette jeune fille incroyablement belle et indépendante a acquis sa mauvaise réputation auprès de groupe de Manami, c'est parce qu'elle a un petit boulot l'obligeant à sécher régulièrement les cours. Elle doit alors subir les méfaits de cette dernière. Pourtant, malgré ses absences répétées, elle reste l'une des meilleures élèves du lycée.
Elle se liera rapidement d'amitié avec Ayumu car celle-ci s'est interposée pour empêcher Manami de lui faire encore du mal. Elle devient alors son unique et plus important soutien lorsque Manami s'en prendra à Ayumu.
Manami Anzai (安西 愛海, Anzai Manami)Elle semble être, au début de l'histoire, la personne qui va sortir Ayumu de sa torpeur et de sa solitude. Après s'être faite larguer par Katsumi sans explication, elle cherchera à se suicider mais sera sauvée in extremis par Ayumu.
Petit à petit, cette "reine des abeilles" dévoilera un caractère plus sombre et machiavélique, n'hésitant pas à martyriser ceux qu'elle juge indignes d'elle. Hatori sera sa première victime, suivie de très près par Ayumu.
Katsumi Sako (佐古 克己, Sako Katsumi)Petit ami de Manami, Katsumi a reçu une éducation extrêmement sévère pour devenir digne de son père, directeur d'une société. Cet enfermement dans les études l'a psychologiquement rendu déséquilibré, au point qu'il s'adonne au harcèlement sexuel de jeunes filles. Ayumu, découvrant cette abominable vérité, devient sa nouvelle victime. Il a même failli la violer. Katsumi s'amuse à contempler la descente aux enfers de la pauvre Ayumu.
Katsumi ne sort avec Manami que par intérêt. En effet, la société de son père dépend de celle du père de Manami, beaucoup plus importante.
Yuki Sonoda (薗田 優樹, Sonoda Yūki)Binoclard discret, Sonoda apparait pour la première fois en empêchant Manami de martyriser Ayumu une nouvelle fois. Au collège, il fut lui-même victime d'ijime par une bande de voyous. Son établissement le terrorisa alors pendant des mois. Malgré sa distance par rapport à Ayumu, il se liera avec les deux amies, notamment lorsque les bourreaux de son passé seront impliqués dans la maltraitance d'Ayumu : le chef des loubards étant l'amant de Manami.